# Brandon Mechele
Brandon Mechele (Bredene, 28 gennaio 1993) è un calciatore belga, difensore del Club Bruges.

## Statistiche

### Presenze e reti nei club
Statistiche aggiornate al 21 gennaio 2025.
| Stagione           | Squadra            | Campionato         | Campionato | Campionato | Coppe nazionali | Coppe nazionali | Coppe nazionali | Coppe continentali | Coppe continentali | Coppe continentali | Altre coppe | Altre coppe | Altre coppe | Totale | Totale |
| Stagione           | Squadra            | Comp               | Pres       | Reti       | Comp            | Pres            | Reti            | Comp               | Pres               | Reti               | Comp        | Pres        | Reti        | Pres   | Reti   |
| ------------------ | ------------------ | ------------------ | ---------- | ---------- | --------------- | --------------- | --------------- | ------------------ | ------------------ | ------------------ | ----------- | ----------- | ----------- | ------ | ------ |
| 2012-2013          | Club Bruges        | D1                 | 3          | 0          | CB              | -               | -               | UCL+UEL            | -                  | -                  | -           | -           | -           | 3      | 0      |
| 2013-2014          | Club Bruges        | D1                 | 25         | 0          | CB              | 1               | 0               | UEL                | 2                  | 0                  | -           | -           | -           | 28     | 0      |
| 2014-2015          | Club Bruges        | D1                 | 30         | 2          | CB              | 6               | 1               | UEL                | 13                 | 0                  | -           | -           | -           | 49     | 3      |
| 2015-2016          | Club Bruges        | D1                 | 18         | 0          | CB              | 2               | 0               | UCL+UEL            | 3+6                | 0                  | SB          | 1           | 0           | 30     | 0      |
| 2016-gen. 2017     | Club Bruges        | D1                 | 0          | 0          | CB              | 0               | 0               | UCL                | 2                  | 0                  | SB          | -           | -           | 2      | 0      |
| gen.-giu. 2017     | Sint-Truiden       | D1                 | 18         | 2          | CB              | -               | -               | -                  | -                  | -                  | -           | -           | -           | 18     | 2      |
| 2017-2018          | Club Bruges        | D1                 | 40         | 3          | CB              | 5               | 2               | UCL+UEL            | 2+1                | 0                  | -           | -           | -           | 48     | 5      |
| 2018-2019          | Club Bruges        | D1                 | 32         | 0          | CB              | 1               | 0               | UCL+UEL            | 5+2                | 0                  | SB          | -           | -           | 40     | 0      |
| 2019-2020          | Club Bruges        | D1                 | 24         | 0          | CB              | 6               | 1               | UCL+UEL            | 6+2                | 0                  | -           | -           | -           | 38     | 1      |
| 2020-2021          | Club Bruges        | D1                 | 35         | 2          | CB              | 3               | 0               | UCL+UEL            | 2+2                | 0+1                | -           | -           | -           | 42     | 3      |
| 2021-2022          | Club Bruges        | D1                 | 38         | 0          | CB              | 4               | 0               | UCL                | 3                  | 0                  | SB          | 1           | 0           | 46     | 0      |
| 2022-2023          | Club Bruges        | D1                 | 36         | 2          | CB              | 2               | 0               | UCL                | 8                  | 0                  | SB          | 1           | 0           | 47     | 2      |
| 2023-2024          | Club Bruges        | D1                 | 40         | 5          | CB              | 5               | 0               | UECL               | 16                 | 1                  | -           | -           | -           | 61     | 6      |
| 2024-2025          | Club Bruges        | D1                 | 22         | 3          | CB              | 3               | 0               | UCL                | 7                  | 0                  | SB          | 1           | 0           | 33     | 3      |
| Totale Club Bruges | Totale Club Bruges | Totale Club Bruges | 343        | 17         |                 | 38              | 4               |                    | 82                 | 2                  |             | 4           | 0           | 467    | 23     |
| Totale carriera    | Totale carriera    | Totale carriera    | 361        | 19         |                 | 38              | 4               |                    | 82                 | 2                  |             | 4           | 0           | 485    | 25     |

### Cronologia presenze e reti in nazionale
| Cronologia completa delle presenze e delle reti in nazionale ― Belgio | Cronologia completa delle presenze e delle reti in nazionale ― Belgio | Cronologia completa delle presenze e delle reti in nazionale ― Belgio | Cronologia completa delle presenze e delle reti in nazionale ― Belgio | Cronologia completa delle presenze e delle reti in nazionale ― Belgio | Cronologia completa delle presenze e delle reti in nazionale ― Belgio | Cronologia completa delle presenze e delle reti in nazionale ― Belgio | Cronologia completa delle presenze e delle reti in nazionale ― Belgio |
| Data                                                                  | Città                                                                 | In casa                                                               | Risultato                                                             | Ospiti                                                                | Competizione                                                          | Reti                                                                  | Note                                                                  |
| --------------------------------------------------------------------- | --------------------------------------------------------------------- | --------------------------------------------------------------------- | --------------------------------------------------------------------- | --------------------------------------------------------------------- | --------------------------------------------------------------------- | --------------------------------------------------------------------- | --------------------------------------------------------------------- |
| 13-10-2019                                                            | Astana                                                                | Kazakistan                                                            | 0 – 2                                                                 | Belgio                                                                | Qual. Euro 2020                                                       | -                                                                     | 90+2’                                                                 |
| 8-10-2020                                                             | Bruxelles                                                             | Belgio                                                                | 1 – 1                                                                 | Costa d'Avorio                                                        | Amichevole                                                            | -                                                                     |                                                                       |
| 11-11-2020                                                            | Lovanio                                                               | Belgio                                                                | 2 – 1                                                                 | Svizzera                                                              | Amichevole                                                            | -                                                                     |                                                                       |
| 20-3-2025                                                             | Murcia                                                                | Ucraina                                                               | 3 – 1                                                                 | Belgio                                                                | UEFA Nations League 2024-2025 - Play-off                              | -                                                                     |                                                                       |
| Totale                                                                |                                                                       | Presenze                                                              | 4                                                                     |                                                                       | Reti                                                                  | 0                                                                     |                                                                       |

## Palmarès

### Club

#### Competizioni nazionali
- Campionato belga: 6

Club Bruges: 2015-2016, 2017-2018, 2019-2020, 2020-2021, 2021-2022, 2023-2024
- Coppa del Belgio: 2

Club Bruges: 2014-2015, 2024-2025
- Supercoppa del Belgio: 5

Club Bruges: 2016, 2018, 2021, 2022, 2025